# Haliclona scabritia
Haliclona scabritia är en svampdjursart som beskrevs av Tanita och Kazuo Hoshino 1989. Haliclona scabritia ingår i släktet Haliclona och familjen Chalinidae. Inga underarter finns listade i Catalogue of Life.